# 絶対に笑ってはいけない新聞社24時
『絶対に笑ってはいけない新聞社24時』（ぜったいにわらってはいけないしんぶんしゃにじゅうよじ）は、2008年12月31日（水曜）20:20（午後8時20分） - 2009年1月1日（木曜）0:20（午前0時20分、JST）にかけてテレビ番組『ダウンタウンのガキの使いやあらへんで!! 大晦日年越しSP』の第3部として放送された企画である。この番組のCMにおいて、Thee Michelle Gun Elephantの「remember Amsterdam」の曲が使用された。日本テレビ系列（NNS加盟29局）同時ネット。同年1月11日・1月18日に未公開シーンが放送された。

## 概要
| 新聞社24時のメンバー （台詞テロップの色） | 第一印象             | お仕置きを受けた回数 |
| ----------------------------------------- | -------------------- | -------------------- |
| 松本（赤■）                               | チンピラ丸坊主記者   | 193回                |
| 浜田（青■）                               | 敏腕オッサン記者     | 166回                |
| 山崎（緑■）                               | とっつぁんボーヤ記者 | 150回（ビンタ1回）   |
| 遠藤（橙■）                               | 男前フレッシュ記者   | 118回                |
| 田中（紫■）                               | ガリガリノッポ記者   | 122回                |
| 藤原（黒■）                               | 美人新聞記者         | -                    |

- 数字は罰を受けた回数、このうち一番多い人物を赤字、少ない人物を青字で示す。
- 「笑ってはいけないシリーズ」の通算6作目。前年の大晦日SP『病院』と同様にガキの使いメンバー5人（ダウンタウン(松本人志、浜田雅功)・山崎邦正(現:月亭方正)・ココリコ(遠藤章造、田中直樹）全員で罰ゲームを実施。
- DVDは2009年11月25日に第15巻として、2枚組で前編・後編に分けて収録。Blu-rayは2015年5月13日にDVD2枚分を1枚に一纏めにし、画質をアップコンバートして発売。
- この回からナレーションは「24時間耐久鬼ごっこ」のナレーションを担当した広中雅志が行うようになった（『笑ってはいけない空港』以来のSP放送の未公開シーンでも広中が行っているが、レギュラー放送での未公開シーンのみ通常放送での担当が多い山田真一が行っている）。
- 視聴率は当日の民放番組では最も高い15.4%を記録（ビデオリサーチ調べ、関東地区・世帯・リアルタイム）。本番組の大晦日年越しSPとしても最高となった。
- この回から山崎のお色直しが時々行われる。

### 舞台
当企画のロケ地である東京・九段下の「ガースー黒光り新聞社」（ガースーくろびかりしんぶんしゃ）は千代田会館（2007年5月まで使用されていた千代田区役所旧庁舎）で2008年11月に収録が行われた。

### ルール
5人全員が新聞記者の扮装（スーツとサンバイザー）に着替えて、バスに乗り込むところからスタート。笑ってしまった時の罰は全身黒タイツの男達「ブラックタイツ軍団」によって、鉛筆の形をした棒(デザインは異なるが「病院24時」以降使用されている黒い棒とは特に変わった点は無い)でケツバット。判定方法は「きき企画」の不正解のBGMが流れ、「○○、アウト！」（全員の場合は前回と同様、「全員アウト!!」と放送）と放送されて罰が執行される。

### 主な勤務の流れ
- 10:00 - 勤務開始 ⇨ バスに乗車して移動
- 10:30 - 新聞社到着 ⇨ 受付嬢に挨拶 ⇨ 編集局キャップに挨拶
- 10:45 - 研修室へ
- 11:30 - 編集長に挨拶
- 12:00 - 社内屋上でスクープ取材
- 12:30 - 「晩御飯レシピ」取材
- 13:00 - 1円玉の鼻詰めゲーム
- 14:00 - 昼食
- 15:00 - 大帝国劇場25周年記念製作舞台記者会見に出席(DVD音声のみ収録)
- 18:00 - 芸能プロダクション設立パーティー記者会見に出席
- 18:40 - 裁判の傍聴取材
- 19:00 - 村上ショージ訪問 ⇨ 大物芸能人の結婚記者会見に出席
- 20:00 - 漫画家の葬式に出席
- 21:00 - 夕食、ジミー大西VTR①「総理大臣記者会見」、社内セラピー
- 22:00 - カリスマシンガーのビデオ鑑賞、社内レスリング部取材
- 23:00 - ジミー大西VTR②「児童誘拐犯の身代金要求」
- 00:00 - 芸能部の定例報告会に出席
- 01:00 - 驚いてはいけない新聞社（驚いた場合の罰はなし）
- 04:00 - 新聞完成(勤務終了)

## 出演者

### 本編
レギュラーメンバー
- ダウンタウン（松本人志・浜田雅功）
- 山崎邦正
- ココリコ（遠藤章造・田中直樹）

引率
- 藤原寛 - 黒いリクルートスーツを着た引率の女性社員

バス車内
- マツコ・デラックス - OL
- 劇団ひとり・山内健司（かまいたち[4]） - 中国人マジシャン
- 石倉三郎 - 外国人が持つバッグに積まれた男
- 大和田伸也 - 新聞社の中年サラリーマン、高校生に絡まれる。社屋にも登場

新聞社社屋
- 片平なぎさ - バイクで出勤してきた受付嬢
- 前田美波里 - ケガで首にコルセットを巻いたOL
- 高田純次 - 編集局長
- ヨネスケ - 引き出しに入っていたボタンを押して出てきた若い頃の写真
- 村上ショージ - 芸の売り込みに来た芸人、うどんの蘊蓄を語る
- 板尾創路（130R） - 宇宙人
- 関根勤 - 輪島功一のマネをする料理の先生
- 水津亜子 - 料理の先生のアシスタント
- ジミー大西 - 総理大臣
- 高木晋哉（ジョイマン）・中村喜伸 - Wジョイマン

大帝国劇場25周年記念舞台（舞台版『スターウォーズ』帝国の復讐）制作発表会見（DVDでは音声のみ）
- 川崎麻世 - ルーク・スカイウォーカー役
- 梅宮クラウディア - レイア・オーガナ役
- 目黒祐樹 - R2-D2とC3-PO役
- 佐藤蛾次郎 - ダース・ベイダー役
- 郷里大輔 - 舞台版スターウォーズのナレーション

芸能プロダクション設立記者会見
- 江頭2:50 - 鏡割りの名人
- コージー冨田 - タモリ、石橋貴明、板東英二のモノマネ
- ノブ&フッキー （フッキー・ノブ）- バナナマンのマネ
- 黒沢かずこ（森三中） - ヨーロッパのストリートダンサー
- 蝶野正洋 - 芸能プロダクション「フィールドオブバタフライ」（＝「蝶野」の意味）の社長

再婚会見
- 千秋
- 新おにぃ（前島コーイチ） - 千秋の新郎

新聞社のレスリング部
- 笑福亭笑瓶 - 主将
- FUJIWARA（原西孝幸・藤本敏史）
- おぎやはぎ（矢作兼・小木博明）
- 小杉竜一（ブラックマヨネーズ）
- 日村勇紀（バナナマン）
- 岩尾望（フットボールアワー）
- 温水洋一

芸能部の記者
- 雨上がり決死隊（宮迫博之・蛍原徹）- 芸能部の部長
- たむらけんじ
- ケンドーコバヤシ
- 桂三度[5]
- 浅草キッド（水道橋博士・玉袋筋太郎）
- 三又又三
- 千原ジュニア
- 河本準一（次長課長）
- 有吉弘行
- 陣内智則
- 田村亮（ロンドンブーツ1号2号）

驚いてはいけない新聞社
- マツコ・デラックス
- せんとくんの着ぐるみ[6]
- 木下隆行（TKO） - 「TKO木下せんとくん」として出演
- 錦野旦 - セグウェイに乗って登場
- 水木一郎[7]
- 大西ライオン
- ゆうたろう
- 阿見201（当時・デコボコ団） - 大男のゲゲゲの鬼太郎
- 風船太郎 - 風船人間
- ヘイポー（斉藤敏豪）
- 中村喜伸 - 番組プロデューサー、芸能プロデューサーではるな愛のマネ、社屋内でジョイマン高木のマネをした。

エンディング
- 菅賢治 - ガースー黒光り新聞社の創設者
- サンプラザ中野くん - 絶対に笑ってはいけない新聞社24時のテーマソングを歌っていた

※メンバーによる最後のエンディングトークで、番組内の出来事を記事にした新聞の話は、DVDではカットされている。

### 未公開シーン
2009年1月にガキの使いの通常回で放送。ここでも放送されなかったシーンは、2009年11月25日発売のDVD第15弾に収録された。なお放送日は関東地区および同時ネット地域のもの。

#### 2009年1月11日放送
編集長室
- 平泉成 - 編集長

タイの新聞社からの視察（DVDカット）
- 東幹久 - タイ人の新聞記者

裁判
- 若林豪 - 裁判官
- 武田修宏 - 被告人
- 綿引勝彦 - 弁護士
- たむらけんじ - IQ測定員

昼食争奪戦
- ハリセンボン （箕輪はるか・近藤春菜）- 鼻コイン詰め競争の仕切り役

芸能プロダクション設立記者会見
- 松尾駿（チョコレートプラネット）[8] - ジャマイカのレゲエダンサー

#### 2009年1月18日放送
漫画家の葬儀（のドッキリ）
- 楳図かずお - 亡くなった漫画家[9]
- ヘイポー
- 友近 - 楳図の友人・ピザキャップ「西尾一男」

#### DVDの未公開
誘拐犯からのメッセージ
- ジミー大西 - 大富豪の息子・ジミーくん

新聞社内にあるセラピー
- 畑正憲 - セラピスト

藤原が持ってきた人気社会派シンガーソングライターのプロモーションビテオ
- 松本隆博（松本の兄） - 社会派シンガーソングライター

## 主な出来事
オープニング
- スタート地点は東京都港区の芝公園。

バス車内
- 最初に笑ったのは、OLの格好をしたマツコ・デラックスがバスに入ってきたところを見た全員（マツコは美人OL2人と浜田ら4人を評価するが何故か田中に対して怒り出し、バスから降りた後も歩道から「外出ろよ!オイ!」と脅していた）。この時点で全員が何回も罰を受けるという波乱の幕開けとなった。この罰ゲーム以降バスからのスタートが恒例化した。
- 大和田伸也はバス車内で電話をしていた少年に注意し、その後彼の友人である不良達に絡まれると、バスから走って逃げ降りる際に足を捻った。新聞社内の喫煙スペースでも少年達に狩られた後の状態で登場した。

新聞社社屋
- 受付嬢に片平が登場。キレると火曜サスペンス劇場のアイキャッチが流れた。（平泉編集長に会いに行く際のエレベーターの中でも現れた。（2009年1月11日放送））
- 平泉からは帽子4つが渡され、なぜか田中だけがシャンプーハットを渡された。（2009年1月11日放送）
- 途中で屋上にUFOが墜落し、中から宇宙人の板尾が登場。しばらくして警察犬に発見された。
- 昼食前後に浜田が突然ジャッジを批判し、出された弁当（おかずの天ぷら）に対して文句を言ったため、笑っていないにもかかわらず罰が執行された。
- ソフトクリームを持った少年「リョウちゃん」が山崎に衝突。これが後の蝶野ビンタへと繋がる。
- リョウちゃんのソフトクリームで山崎の服が汚れたため、金太郎の姿にお色直しした。

引き出し
- 松本はCO2ガスの大量噴射、田中はスポーツ新聞、山﨑は青色のボタン、遠藤は黄色のボタン、浜田は赤色のボタンが入っていた。
- このボタンは、押すと時計の裏にあるルーレットが回転し始め、浜田・山崎に当たって罰が執行（浜田は2回）。また、天井から幾つもの飴、22歳当時のヨネスケの写真も落ちてきた。さらにその写真を使って松本らが浜田を笑わせようとし、椅子に敷かれていた座布団を床に置きその下へ隠した。
- 記者会見から帰って来ると、机には赤と青のボタンが置いてあり、山崎が赤のボタンを押すとルーレットが回転して山崎に当たって罰が執行。青のボタンを押すと、天井から板尾の運転免許証が降ってきた。

芸能プロダクション設立記者会見
- 「フィールドオブバタフライ」設立記者会見時、今回も山崎は蝶野にビンタされた。最初に蝶野の手帳が盗まれたと知らされ、メンバーが自身の身辺を調べると田中のポケットから手帳が出てきた。犯人は田中（その際「フィールドオブハウス」と言い間違えたが、蝶野は怒らなかった）とされたが、この会見の直前に社内で山崎と衝突した子供「リョウちゃん」が蝶野の元に行き自分が怪我したことを報告。これに怒りを露わにした蝶野は、山崎を舞台に呼びつけリョウちゃんに怪我を負わせたとしてビンタしようとする（田中に対しては最後までビンタしなかった）。山崎はこれを非常に嫌がっており、言い訳を言ったり涙目になりながら何度も嘆願したが、最終的に渋々ビンタされた。笑った他の4人は通常の罰を受け、山崎は「（手帳を）取ったのが僕でいいじゃないですか」と一度安心させてからビンタされる設定に対して不満を漏らした）。因みにリョウちゃんと山崎がぶつかった際、遠藤は「子供のお父さんが蝶野さんでビンタかと思った」と、後の展開をほぼ正確に言い当てていた。
- 今回も前回、前々回の時と同様に、年越しカウントダウンではない。

驚いてはいけない新聞社
- 「驚いてはいけない新聞社」では、大西ライオンが出た後のファイヤーボムが爆発する直前、2009年の年が明けた。ダウンタウン・山崎・遠藤は新聞社内の肖像画の写真を撮るように指示されたが、田中だけは屋外で心霊写真を撮るというものだった。田中は現地でヘイポーと合流する。その際、ヘイポーが窓に映った自分の影をみて驚いたり、飛んでいた蛾・ただの木を見てびびったり、田中の声に驚いて「どうしたの～!?」と叫ぶなどして、田中は「もう二度と会いたくないです」と発言した。2009年1月18日のレギュラー放送では田中とヘイポーの心霊写真の未公開が放送された。
- 最後のオチは、新聞配達のアルバイトをする子供に扮した菅が5人に「○○のおじさん」と言って新聞を渡し、全員を笑わせた（山崎は「山崎さん」、田中のみ「…おじさん」だった）。
- 最後はサンプラザ中野くんの「大きな玉ねぎの下で」の替え歌「大きなたまねぎのそばで～腫れ上がるお尻～」で締めくくり、「遅ばれせながら明けましておめでとうございます」のテロップが表示された。この最後の歌手と替え歌は恒例化することになった。
- 罰を受けた回数は少ない者から遠藤＝118回・田中＝122回・山崎＝150回・浜田＝166回・松本＝193回と前回より減少し、最大値（前回の松本＝258回）も初めて減少に転じた。これは、この企画が18時間で完結したこと（午前10時 - 午前4時）と、「怖がってはいけない」に前回よりもかなり時間が割かれたことが原因と思われる。
- 笑ってはいけないシリーズで全員参加となって以降唯一、タイキックの罰がない回であった。
- DVDには未公開シーンが収録されており、金持ちの少年（ジミー大西）が誘拐されるシーンや、畑正憲演じるセラピストの治療シーンがあった。セラピーの出演動物は、タランチュラ、カメレオン、ミルク・スネーク、オオヤスデ、トカゲモドキ（松本の頭に乗っかっている）。

## 主要スタッフ
- ナレーター：立木文彦、広中雅志、郷里大輔、レニー・ハート、山田真一（未公開シーンのみ）
- 企画構成：松本人志、浜田雅功
- 構成：高須光聖 / 塩野智章、鈴木雅貴・西田哲也、八代丈寛、久保貴義、大塚博信、ゴージャス染谷、キシ、深田憲作
- TD/SW：林洋介
- CAM：岩倉康宏、海野亮、関口文雄、中込圭
- MIX：木村宏志、南雲長忠
- VE：川村雄一、正井祥二郎
- 照明：山内圭
- モニター：吉邑光司
- イラスト：安居院一展（アパッシュ）
- 美術：林健一・山本澄子（日テレアート）
- デザイナー：高野雅裕、大竹潤一郎
- 大道具：入江豊
- オブジェ：四之宮克成
- 小道具：中島浄、尾橋直樹
- 衣装：川上紗也加
- 持ち道具：三野尚子
- 電飾：原口まどか
- 特殊効果：杉谷政次
- 生花：花香恭子
- かつら：中林希美子
- リサーチ：野村直子（Vispo）
- 車両：関谷匡範（アルタイル）
- 編集：小針正史（CC Factory）
- MA：日吉寛（CC Factory）
- 音効：梅田堅（佳夢音）
- TK：前田淳子
- スタイリスト：高堂のりこ、北田あつ子
- メイク：興山洋子、程島美帆、小野かおり
- 技術協力：NiTRo、ゼネラル通商株式会社、小輝日文、ティスマン、バンセイ、共立、ジャパンテレビ、エス・ジェー・ビー
- ロケ協力：ディファ有明、千代田区観光協会、円谷プロダクション、平城遷都1300年記念事業、爬虫類倶楽部、ペットエコ横浜 多摩店、タカハシレーシング、ニューオータニ イン 東京、ホテルJALシティ 田町 東京、ダイワロイネットホテル 東京大崎
- 映像協力：IGF、新日本プロレスリング、全日本プロレスリング
- 写真協力：日刊スポーツ、マルベル堂
- 衣装協力：ベイクルーズ、マニアニエンナ、イーエム、ライカインダストリー、ユーファクトリー、撫松庵
- AD：但木洋光、佐藤謙治、竹本和彦、吉野穣、鶴田哲朗、小松幸敏
- AP：松本あゆみ、杉原洋子、問山幸子
- ディレクター：田中竜登、堤本幸男、花輪和伯、高浦千明・斎藤政憲、大沼朗裕、斎藤カツオ、福田徳隆
- 演出：小紫弘三、高橋敬治
- プロデューサー：中村喜伸、小林宏充、神成欣哉、吉田和生
- 監修：柳岡秀一
- 総合演出：斉藤敏豪
- プロデューサー・演出：大友有一
- チーフプロデューサー：竹内尊実
- 総指揮：菅賢治
- 協力：吉本興業
- 制作協力：Fact
- 製作著作：日本テレビ